# Jean Desailly
Jean Desailly (Paris, 24 de agosto de 1920 – Paris, 11 de junho de 2008) foi um ator francês.Foi membro da Comédie-Française de 1942 a 1946, e mais tarde participou de cerca de 90 filmes.

## Vida e carreira
Desailly estudou na École nationale supérieure des beaux-arts e no Conservatoire de Paris ganhando o primeiro prêmio, ingressando na Comédie-Française em 1942. Em 1946 ele se tornou um dos principais membros da companhia Jean-Louis Barrault - Madeleine Renaud no Théâtre Marigny, tocando em um amplo repertório de Les Fausses Confidences, Bérénice e Le Songe d'une nuit d'été.
Com o Renaud-Barrault no Odéon-Théâtre de France, ele desempenhou os dois papéis principais em le Mariage de Figaro: Figaro em turnê pelas províncias e Conde Almaviva em Paris.
A segunda esposa de Desailly foi a atriz francesa Simone Valère, com quem formou uma companhia de teatro que dirigiu sucessivamente no Théâtre Hébertot e no Théâtre de la Madeleine. Um amplo repertório foi apresentado nas duas salas de 1972 a 2002.
Na música, ele foi o narrador da gravação de 1965 do Édipo rex de Stravinsky dirigido por Karel Ančerl para Supraphon e da gravação de 1971 de Le roi David de Honegger sob Charles Dutoit para Erato (com Valère como profetisa).

## Filmografia parcial
- 1943: Strange Inheritance - Gilles Mauvoisin
- 1945: Le Père Goriot - Bianchon
- 1945: The Last Judgment - Kyril
- 1946: Sylvie and the Ghost - Frédéric
- 1946: La Symphonie pastorale - Jacques Martens - son fils
- 1946: Patrie (directed by Louis Daquin) - Karloo
- 1946: The Revenge of Roger - Raymond de Noirville
- 1947: Amours, délices et orgues - Jean Pelletier dit 'Pivoine'
- 1947: Carré de valets - Jacques de la Bastide
- 1948: Une grande fille toute simple - Michel
- 1949: L'échafaud peut attendre - Michel Vincent
- 1949: The Mark of the Day - Larzac
- 1949: La veuve et l'innocent - Claude Girelle
- 1949: Keep an Eye on Amelia (Occupe-toi d'Amélie) - Marcel Courbois
- 1950: Chéri - Fred Peloux, dit 'Chéri'
- 1950: Véronique - Florestan
- 1951: Demain nous divorçons - Max Blachet
- 1952: Jocelyn - Jocelyn
- 1954: Royal Affairs in Versailles - Marivaux
- 1955: Les Grandes manoeuvres (directed by René Clair) - Victor Duverger
- 1955: On ne badine pas avec l'amour - Perdican
- 1958: Maigret tend un piège - Marcel Maurin
- 1958: Les Grandes Familles (directed by Denys de La Patellière) - François Schoudler
- 1959: A Midsummer Night's Dream (Sen noci svatojánské) (animation directed by Jiří Trnka) - Narrator (French version) (voice)
- 1959: 125, rue Montmartre - Commissaire Dodelot
- 1959: Le secret du Chevalier d'Éon - Louis XV
- 1960: Préméditation - Le juge Lenoir
- 1960: The Baron of the Locks - Maurice Montbernon
- 1960: Le Saint mène la danse - Fred Pellmann
- 1960: Love and the Frenchwoman - Voice of the speaker (segment "Adolescence, L'")
- 1961: Un soir sur la plage - Dr. Francis
- 1961: La Mort de Belle (directed by Édouard Molinaro) - Stéphane Blanchon
- 1961: Legge di guerra - Rade
- 1961: Famous Love Affairs - Le baron de Jonchère (segment "Comédiennes, Les")
- 1962: The Seven Deadly Sins - Monsieur Duparc - le père de Bernard (segment "Luxure, La")
- 1962: Le Doulos (directed by Jean-Pierre Melville) - Le commissaire Clain
- 1964: Graduation Year - M. Terrenoire
- 1964: The Soft Skin (La Peau douce) (directed by François Truffaut) (nominated for the Golden Palm at the Cannes Film Festival in 1964; received the Bodil Award for Best European Film in 1965) - Pierre Lachenay
- 1965: The Two Orphans - Le comte de Linières
- 1966: De Dans van de Reiger - Edouard
- 1967: The 25th Hour - Cabinet Minister
- 1967: Le Franciscain de Bourges - Monsieur Toledano
- 1967: La Vie parisienne (directed by Yves-André Hubert) (television version of 1958 stage production by Jean-Louis Barrault) - Raoul de Gardefeu[3]
- 1970: L'ardoise - Le commissaire Clair
- 1971: Comptes à rebours - Michel St Rose
- 1972: The Assassination of Trotsky - Alfred Rosmer
- 1972: Un flic - L'homme distingué
- 1972-1973: Les Rois maudits (TV Mini-Series) - Récitant / Narrator
- 1973: The Inheritor - Jean-Pierre Carnavan
- 1973: Night Flight from Moscow - Narrator (voice, uncredited)
- 1974:  fr - M. Desvrières
- 1979: Le cavaleur - Charles-Edmond
- 1979: Jeu de la barbichette - Le directeur de la Police Judiciaire
- 1979: Le mouton noir - De Brugères
- 1980: Pile ou face - Bourgon-Massenet
- 1981: Le Professionnel (won the Golden Screen Award, 1983)[4] - Le ministre
- 1984: Le fou du roi - Louis XIV
- 1990: Équipe de nuit - Le père
- 1990: Le Radeau de la Méduse - Tullaye
- 1999: La dilettante - Edmond Thibault
- 2000: En face - (voice) (final film role)